# Kiran Chetry
Kiran Carrie Chetry, née le 26 août 1974 à Katmandou au Népal, est une présentatrice américaine de télévision. Elle a coprésenté le journal d'information matinal de CNN American Morning de 2007 à 2011.

## Biographie

### Origine
Son prénom, Kiran, signifie "rayon de lumière" en Nepali, dérivant de "Kirana" ,, en sanskrit. Elle appartient au clan népalais Kshetri (Kshatriya), qui est la caste hindu traditionnelle des rois et des guerriers au Népal. Elle est née à l'hôpital de Shanta Bhawan de Katmandou, au Népal. Ses parents, Homa et Nancy Chetry se sont connus alors qu'ils servaient dans le Peace Corps au Népal. Son père est népalais, et sa mère est, pour moitié, d'origine Ukrainienne, et par ailleurs d'origine hollandaise et allemande.

### Scolarité

#### Montgomery Blair High School
Sept mois plus tard, tous trois ont déménagé en Amérique. Kiran a grandi à Gaithersburg dans le Maryland, où elle a été à l'école primaire Montgomery Blair High School, à Silver Spring dans le Maryland, a fait partie du syndicat étudiant, a été pom-pom girl, et a participé à des compétitions dans l'équipe de natation. Cette école a compté parmi ses élèves les personnalités suivantes : Carl Bernstein (Journaliste - Affaire du Watergate), Connie Chung (Constance Yu-Hwa Chung Povich - Journaliste à NBC), Goldie Hawn (Goldie Jeanne Hawn - Actrice), Nora Roberts (Écrivaine).

#### Université du Maryland
Après avoir réussi ses examens, elle s'est inscrite à l'école de journalisme de l'Université du Maryland de College Park. Elle a rejoint l'association d'étudiantes Alpha Pi appartenant à l'association Delta Delta Delta. Elle a reçu son diplôme de Baccalauréat en arts en journalisme radio-diffusé. Cette Université a compté des étudiants devenus célèbres, Carl Bernstein notamment.

### Vie Adulte

#### Présentatrice de JT

##### Débuts
Chetry a commencé sa carrière en 1995 chez News 21 à Rockville dans le Maryland. L'année suivante, elle est partie chez WICU-TV (en) à Érié en Pennsylvanie, où elle fut la principale présentatrice de nouvelles et journaliste sur la Santé. Elle y a rencontré celui qui deviendra son mari, Chris Knowles (en), où il était le présentateur de nouvelles à l'heure de grand écoute. Elle a reçu en 1997 le prix pour le meilleur reportage remis par l'association de la presse diffusée récompensant son reportage "Young and Hooked". Ce feuilleton avait pour sujet le tabagisme des adolescents. En 1999, Chetry quitta WICU-TV (en) pour KXTV (en) à Sacramento en Californie pour travailler en tant que présentatrice de nouvelles le matin et journaliste, avant de rejoindre Fox News Channel.

##### Fox News Channel
En 2001, Chetry a rejoint la télévision câblée de nouvelles Fox News Channel en tant que journaliste généraliste, et a fait sa première apparition le 8 mars 2001 pour un reportage sur la consommation de crème glacée. L'année suivante, elle a été récompensée par le prix "Making our Mark (MOM)" de l'association des Népalais des Amériques.
Pendant qu'elle travaillait à Fox News, elle a travaillé comme cojournaliste pour le Fox News Live (en) et pour le journal télévisé du matin Fox & Friends.
Fin 2005, elle est devenue la présentatrice attitrée du journal matinal de nouvelles télévisées du week-end, Fox & Friends Weekend.

##### Coprésentatrice à CNN

###### Kiran Quitte FNC
Au début de 2007, alors que le contrat entre Chetry et Fox News parvenait à échéance, la chaîne a entamé des négociations avec l'agent de Chetry pour renouveler son contrat. Il était prévu que son contrat soit renouvelé pour qu'elle continue à coprésenter l'émission Fox & Friends Weekend. Cependant, les négociations furent interrompues lorsque Fox News déclara le 15 février 2007 par une lettre adressée à l'agent de Chetry, que Chetry avait demandé « Que Fox News ajoute une clause dans le nouveau contrat qui aurait été défavorable aux autres animateurs talentueux de Fox News. »
La chaîne de nouvelles câblée ajouta qu'elle ne renouvellerait pas son contrat and qu'elle était libre de partir avant l'expiration de son contrat . Chetry utilisa cette possibilité.
Prétendument, Chetry aurait exigé une clause contractuelle qui aurait entraîné le licenciement de la coprésentatrice de Fox & Friends Weekend Gretchen Carlson,.

###### Coprésentatrice du journal du matin American Morning
Selon certaines informations, CNN a embauché Chetry dans l'heure qui suivait son départ de Fox News Channel. Après la signature du contrat, Chetry déclara: "CNN est ce qui se fait de mieux en journalisme, et je suis enthousiasmée de faire partie de l'équipe".
Le 16 février 2007, Chetry a commencé à travailler en tant que présentatrice principale de CNN et comme correspondante. Ce même jour, elle a coprésenté l'émission matinale American Morning, et présenta l'émission Anderson Cooper 360° le soir même.
Elle remplaça en tant que présentatrice l'émission Paula Zahn Now et CNN Newsroom.
Le 3 avril 2007, Le site TMZ annonce que Chetry et John Roberts (television reporter) (en) remplacent Soledad O'Brien et Miles O'Brien (journalist) (en) comme coprésentateurs de American Morning.

###### Kiran quitte American Morning
Le 29 juillet 2011, Kiran présente American Morning pour la dernière fois.Elle annonce qu'elle a saisi une opportunité très spéciale ailleurs.

#### Maternité
Chetry est mariée à Chris Knowles (en), qui a travaillé auparavant à Fox News Channel, et qui en 2009 est le présentateur météo de WPIX-TV (en) à New-York.
Le 8 février 2006, elle a donné naissance à leur fille, Maya rose, qui pesait 3 kg. Chetry l'a incluse dans des émissions spéciales de Fox & Friends and American Morning.
Le 24 octobre 2007, Chetry a annoncé qu'Elle et Knowles attendaient leur deuxième enfant lors d'une interview exclusive publiée par People Magazine: Kiran a donné naissance à leur fils, Christopher Chetry Knowles, le 17 avril 2008 à 22h45, il pesait 3,2 kg.

#### Sex Symbol
EN 2006, Kiran a fait partie de la liste des 10 nouveaux présentateurs de nouvelles les plus sexy établie par le magazine Maximal, au troisième rang.
Kiran a été classée présentatrice de JT la plus sexy d'Amérique, et seconde au niveau mondial.
Le 24 septembre 2007, la correspondante médical de CNN, Elizabeth Cohen, a utilisé la photographie de Kiran afin d'illustrer une étude sur les raisons biologiques qui nous conduisent à fixer plus longtemps les personnes attirantes: Le reportage du journal American Morning s'intitulait "Qui est attirant pour vous? Pourquoi ne pouvez-vous pas détourner votre regard".
En décembre 2008, sur le site Askmen, elle est classée cinquième dans la liste des dix présentatrices de nouvelles les plus attirantes.
En réponse à l'attention portée à sa beauté physique, Kiran a déclaré: "Ce n'est pas mon objectif prioritaire." Elle a ajouté: "C'est agréable, c'est un compliment, [et] parfois, c'est quelque peu incontrolé."